# Mifal HaPais
Mifal HaPais (en hebreo: מפעל הפיס) es la lotería nacional de Israel. La mayoría de los juegos de azar son ilegales en Israel. Los únicos organismos autorizados para ofrecer servicios de apuestas son Mifal HaPais y el Consejo Israelí de Apuestas Deportivas. En 2012, los ingresos anuales de Mifal HaPais se estimaron en 5.000.000.000 de NIS al año.

## Historia

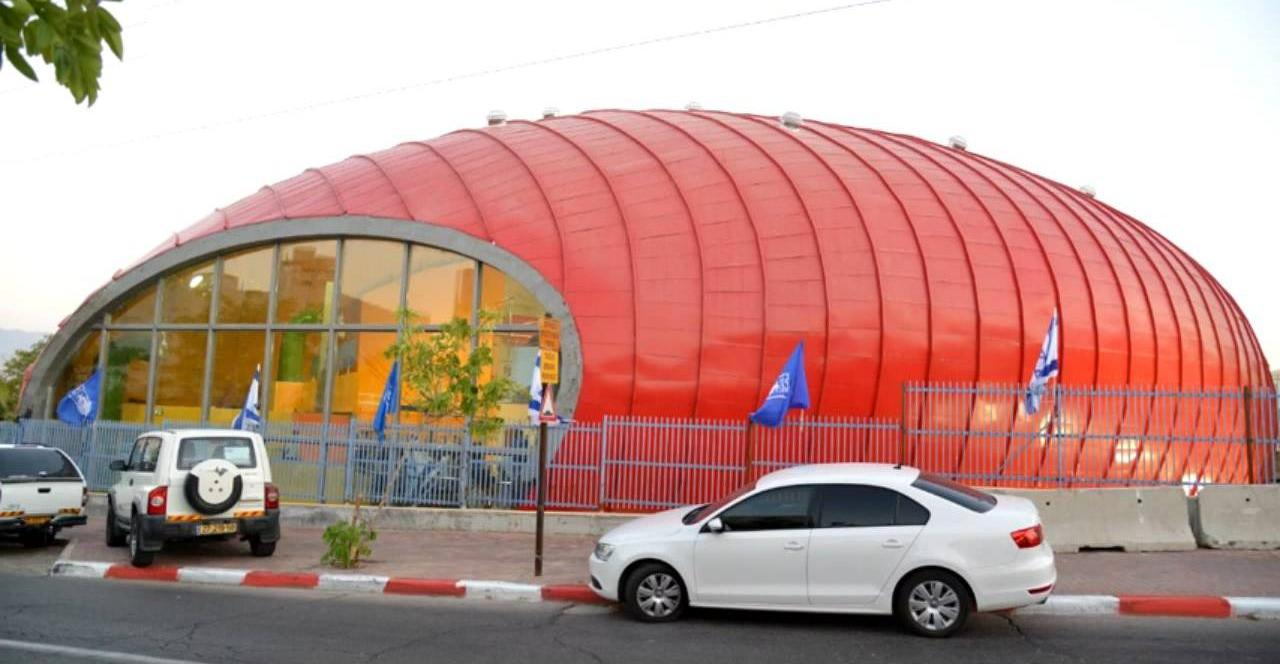
Centro de Deportes de Eilat, financiado por Mifal HaPais.

Mifal HaPais se fundó en agosto de 1951 con el objetivo de conseguir financiación para la construcción de un hospital en Tel Aviv. Al principio, los beneficios del proyecto se utilizaron únicamente para aplicaciones sanitarias. 
Más tarde, cuando Mifal HaPais se convirtió en una organización de lotería nacional, su apoyo se extendió a proyectos en los campos de la educación, la recreación y las artes. 
En 2007, los ingresos de la lotería ascendieron a 3.848.000.000 de NIS, de los cuales 2.400.000.000 de NIS se concedieron como premios y 1.100.000.000 de NIS se utilizaron para financiar diversos proyectos públicos.
Antes de 2012, una parte de las ganancias y los ingresos, se invertía en la construcción de aulas y guarderías, otra parte se distribuía a las autoridades locales y el resto iba destinado a financiar otros proyectos. 
Un nuevo acuerdo de licencia otorga al Ministerio de Finanzas una amplia supervisión y se establecerá una autoridad para supervisar todos los juegos de azar legales en Israel, asimismo se exigirá a Mifal HaPais que publique cuales son sus criterios para la asignación de fondos.
Mifal HaPais apoya el establecimiento de clínicas infantiles, hospitales, pabellones deportivos, salas de estudio y edificios escolares, centros de actividades para jóvenes y educación para adultos, salas culturales, artes escénicas y parques públicos.
La lotería nacional de Israel, mantiene el anonimato de los ganadores del primer premio en sus sorteos. Sin embargo, de acuerdo con los términos de participación, la organización está facultada para revelar la identidad de los ganadores si así lo decide. Esto contrasta con la práctica habitual en otros países. Las fotografías de los ganadores se publican con ellos usando una máscara de papel.